# Changge
Die kreisfreie Stadt Changge (chinesisch 长葛市, Pinyin Chánggě Shì) gehört zum Verwaltungsgebiet der bezirksfreien Stadt Xuchang im Zentrum der chinesischen Provinz Henan. Sie hat eine Fläche von 635,8 km² und zählt 698.600 Einwohner (Stand: Ende 2018).
Die Shigu-Stätte (Shigu yizhi 石固遗址) steht seit 2006 auf der Liste der Denkmäler der Volksrepublik China (6-129).